# Course en ligne masculine aux championnats du monde de cyclisme sur route 2016
La course en ligne masculine des championnats du monde de cyclisme sur route 2016 a lieu le 16 octobre 2016 dans la région de Doha, au Qatar. Le parcours est tracé sur 257,5 kilomètres.

## Parcours
La course commence et se termine à Doha, la capitale du pays, qui sert également de base de départ pour le Tour du Qatar. Le parcours est présenté en février 2015. Il est constitué d'une boucle de 80 kilomètres à travers le désert et d'un circuit final dans le centre-ville de Doha, dont 1200 mètres de pavés. Le circuit final de 15,3 kilomètres sur The Pearl est utilisé pour une étape du Tour du Qatar 2016 chez les hommes. Les coureurs ont noté que le parcours est très technique, passant par 24 ronds-points, et le vainqueur de l'étape Alexander Kristoff le compare à un critérium. Toutefois, il est également noté l'absence de longues sections de routes rectilignes, ce qui signifie que l'effet des vents latéraux qui se produisent fréquemment au Qatar serait considérablement diminué, réduisant de ce fait l'imprévisibilité de la course. Pour cette raison, l'UCI annonce en août 2016 avoir modifié le parcours. Le nombre de kilométrage dans le désert est augmenté à 151 kilomètres, réduisant le nombre de tours du circuit final de onze à sept. Le début de la course est également déplacé vers l'Aspire Zone, avec un parcours qui se dirige vers le nord en direction de Al-Khor puis revient à Doha.
Même si le parcours initial est de 257,5 km, la course pourrait être réduite à seulement 150 km, si les températures sont considérées comme trop élevées, selon le protocole mis en place par l'UCI en début de saison,.

## Participation

### Système de sélection
La qualification est basée sur les performances par pays au Classement mondial UCI 2016 et sur les différents circuits continentaux de l'UCI entre janvier et août 2016. Les quotas sont déterminés en fonction des classements au 22 août 2016,.
Les pays suivants sont qualifiés :
| Nombre de coureurs      | Pays |
| ----------------------- | --- |
| 14 inscrits, 9 partants | Australie, Belgique, Colombie, Espagne, France, Grande-Bretagne, Italie, Norvège, Pays-Bas, Suisse |
| 9 inscrits, 6 partants  | Allemagne, Canada, Danemark, Érythrée, États-Unis, Iran, Pologne, Tchéquie, Russie, Ukraine |
| 5 inscrits, 3 partants  | Afrique du Sud, Algérie, Argentine, Autriche, Biélorussie, Chili, Corée du Sud, Estonie, Irlande, Japon, Kazakhstan, Lituanie, Luxembourg, Maroc, Nouvelle-Zélande, Portugal, Slovaquie, Slovénie, Venezuela |
| 3 inscrits, 2 partants  | Bulgarie, Costa Rica, Croatie, Équateur, Hong Kong, Lettonie |
| 2 inscrits, 1 partant   | Azerbaïdjan, Éthiopie, Finlande, Grèce, Guatemala, Mexique, Mongolie, Roumanie, Rwanda, Suède, Taipei chinois, Tunisie, Turquie, Uruguay                                                                     |

### Nations participantes
199 coureurs de 48 nations sont inscrits au départ de la course élite hommes, avec 197 partants. Le nombre de coureurs par pays est indiqué entre parenthèses.
| - Afrique du Sud (3) - Algérie (3) - Allemagne (6) - Argentine (3) - Australie (9) - Autriche (2) - Azerbaïdjan (1) - Belgique (9) - Biélorussie (3) - Canada (6) - Colombie (7) - Danemark (6) | - Érythrée (6) - Espagne (9) - Estonie (3) - États-Unis (6) - Éthiopie (1) - Finlande (1) - France (9) - Grèce (1) - Hong Kong (1) - Irlande (3) - Italie (9) - Japon (2) | - Kazakhstan (3) - Lettonie (2) - Lituanie (3) - Luxembourg (2) - Maroc (3) - Mexique (1) - Mongolie (1) - Norvège (9) - Nouvelle-Zélande (2) - Pays-Bas (9) - Pologne (6) - Portugal (3) | - Roumanie (1) - Royaume-Uni (9) - Russie (6) - Rwanda (1) - Slovaquie (3) - Slovénie (3) - Suède (1) - Suisse (8) - Tchéquie (6) - Tunisie (1) - Ukraine (6) - Uruguay (1) |

## Déroulement de la course
La course a été marquée par le coup de bordure à 170 km de l'arrivée par la formation Belge de Tom Boonen. Les sprinteurs français Nacer Bouhanni et Arnaud Démare se sont fait piéger tout comme les sprinteurs allemands Marcel Kittel et André Greipel, le seul coureur français présent dans le premier groupe est William Bonnet. Ce groupe est notamment composé de Peter Sagan champion du monde en titre, Mark Cavendish, Alexander Kristoff, Tom Boonen, Edvald Boasson Hagen, etc. Le groupe d'une vingtaine de coureurs va revenir sur l'échappée matinale. Plusieurs coureurs du groupe vont être victimes de crevaison notamment John Degenkolb.
À 2 km de l'arrivée Tom Leezer attaque mais se fait reprendre à 400 m du terme. Au sprint, le Slovaque Peter Sagan remporte un deuxième titre de champion du monde consécutif devant Mark Cavendish et Tom Boonen. Le premier Français est William Bonnet, 8e.
Seuls 53 coureurs terminent la course. L'UCI a fait arrêter une centaine de coureurs qui allaient accuser un tour de retard.
D'autres ont été victimes de la chaleur, comme les Allemands John Degenkolb ou Marcel Kittel.

## Classement
53 coureurs (sur les 199 inscrits au départ, dont 2 non-partants) ont terminé la course.
| \| Classement général \| Classement général \| Classement général \| Classement général \| Classement général \| \| Coureur \| Coureur \| Pays \| Équipe \| Temps \| \| ------------------ \| -------------------- \| ------------------ \| ------------------ \| ------------------ \| \| 1er \| Peter Sagan \| Slovaquie \| Slovaquie \| 5 h 40 min 43 s \| \| 2e \| Mark Cavendish \| Royaume-Uni \| Grande-Bretagne \| + 0 s \| \| 3e \| Tom Boonen \| Belgique \| Belgique \| + 0 s \| \| 4e \| Michael Matthews \| Australie \| Australie \| + 0 s \| \| 5e \| Giacomo Nizzolo \| Italie \| Italie \| + 0 s \| \| 6e \| Edvald Boasson Hagen \| Norvège \| Norvège \| + 0 s \| \| 7e \| Alexander Kristoff \| Norvège \| Norvège \| + 0 s \| \| 8e \| William Bonnet \| France \| France \| + 0 s \| \| 9e \| Niki Terpstra \| Pays-Bas \| Pays-Bas \| + 0 s \| \| 10e \| Greg Van Avermaet \| Belgique \| Belgique \| + 0 s \| \| 11e \| Jacopo Guarnieri \| Italie \| Italie \| + 0 s \| \| 12e \| Adam Blythe \| Royaume-Uni \| Grande-Bretagne \| + 0 s \| \| 13e \| Natnael Berhane \| Érythrée \| Érythrée \| + 4 s \| \| 14e \| Jürgen Roelandts \| Belgique \| Belgique \| + 9 s \| \| 15e \| Ryan Roth \| Canada \| Canada \| + 9 s \| \| 16e \| Truls Engen Korsæth \| Norvège \| Norvège \| + 9 s \| \| 17e \| Tom Leezer \| Pays-Bas \| Pays-Bas \| + 9 s \| \| 18e \| Nicolas Dougall \| Afrique du Sud \| Afrique du Sud \| + 9 s \| \| 19e \| Michal Kolář \| Slovaquie \| Slovaquie \| + 13 s \| \| 20e \| Elia Viviani \| Italie \| Italie \| + 14 s \| \| 21e \| Mathew Hayman \| Australie \| Australie \| + 21 s \| \| 22e \| Anass Aït El Abdia \| Maroc \| Maroc \| + 2 min 48 s \| \| 23e \| Oliver Naesen \| Belgique \| Belgique \| + 4 min 00 s \| \| 24e \| Jasper Stuyven \| Belgique \| Belgique \| + 4 min 00 s \| \| 25e \| Daniele Bennati \| Italie \| Italie \| + 4 min 00 s \| |                      |                |                 |                 |
| |                      |                |                 |                 |
| Source : ProCyclingStats |                      |                |                 |                 |
| Classement général |                      |                |                 |                 |
| Coureur | Coureur              | Pays           | Équipe          | Temps           |
| 1er | Peter Sagan          | Slovaquie      | Slovaquie       | 5 h 40 min 43 s |
| 2e | Mark Cavendish       | Royaume-Uni    | Grande-Bretagne | + 0 s           |
| 3e | Tom Boonen           | Belgique       | Belgique        | + 0 s           |
| 4e | Michael Matthews     | Australie      | Australie       | + 0 s           |
| 5e | Giacomo Nizzolo      | Italie         | Italie          | + 0 s           |
| 6e | Edvald Boasson Hagen | Norvège        | Norvège         | + 0 s           |
| 7e | Alexander Kristoff   | Norvège        | Norvège         | + 0 s           |
| 8e | William Bonnet       | France         | France          | + 0 s           |
| 9e | Niki Terpstra        | Pays-Bas       | Pays-Bas        | + 0 s           |
| 10e | Greg Van Avermaet    | Belgique       | Belgique        | + 0 s           |
| 11e | Jacopo Guarnieri     | Italie         | Italie          | + 0 s           |
| 12e | Adam Blythe          | Royaume-Uni    | Grande-Bretagne | + 0 s           |
| 13e | Natnael Berhane      | Érythrée       | Érythrée        | + 4 s           |
| 14e | Jürgen Roelandts     | Belgique       | Belgique        | + 9 s           |
| 15e | Ryan Roth            | Canada         | Canada          | + 9 s           |
| 16e | Truls Engen Korsæth  | Norvège        | Norvège         | + 9 s           |
| 17e | Tom Leezer           | Pays-Bas       | Pays-Bas        | + 9 s           |
| 18e | Nicolas Dougall      | Afrique du Sud | Afrique du Sud  | + 9 s           |
| 19e | Michal Kolář         | Slovaquie      | Slovaquie       | + 13 s          |
| 20e | Elia Viviani         | Italie         | Italie          | + 14 s          |
| 21e | Mathew Hayman        | Australie      | Australie       | + 21 s          |
| 22e | Anass Aït El Abdia   | Maroc          | Maroc           | + 2 min 48 s    |
| 23e | Oliver Naesen        | Belgique       | Belgique        | + 4 min 00 s    |
| 24e | Jasper Stuyven       | Belgique       | Belgique        | + 4 min 00 s    |
| 25e | Daniele Bennati      | Italie         | Italie          | + 4 min 00 s    |

## Liste des participants
| N°  | Coureur                | Pays        | Rang               |
| --- | ---------------------- | ----------- | ------------------ |
| 01  | Peter Sagan            | Slovaquie   | Médaille d'or      |
| 02  | Michal Kolář           | Slovaquie   | 19e                |
| 03  | Juraj Sagan            | Slovaquie   | 39e                |
| 04  | Carlos Barbero         | Espagne     | Abandon            |
| 05  | Jonathan Castroviejo   | Espagne     | Abandon            |
| 06  | David de la Cruz       | Espagne     | Abandon            |
| 07  | Imanol Erviti          | Espagne     | 33e                |
| 08  | Omar Fraile            | Espagne     | Abandon            |
| 09  | Juan José Lobato       | Espagne     | Abandon            |
| 010 | Luis Ángel Maté        | Espagne     | Abandon            |
| 011 | Diego Rubio Hernández  | Espagne     | Abandon            |
| 012 | Francisco Ventoso      | Espagne     | Abandon            |
| 013 | Carlos Alzate          | Colombie    | Abandon            |
| 014 | Edwin Ávila            | Colombie    | Abandon            |
| 015 | Fernando Gaviria       | Colombie    | Abandon            |
| 016 | Omar Mendoza           | Colombie    | Abandon            |
| 017 | Brayan Ramírez         | Colombie    | Abandon            |
| 018 | Rigoberto Urán         | Colombie    | Forfait            |
| 019 | Walter Vargas          | Colombie    | Abandon            |
| 020 | Adam Blythe            | Royaume-Uni | 12e                |
| 021 | Mark Cavendish         | Royaume-Uni | Médaille d'argent  |
| 022 | Steve Cummings         | Royaume-Uni | Abandon            |
| 023 | Daniel McLay           | Royaume-Uni | Abandon            |
| 024 | Luke Rowe              | Royaume-Uni | Abandon            |
| 025 | Ian Stannard           | Royaume-Uni | Abandon            |
| 026 | Ben Swift              | Royaume-Uni | 49e                |
| 027 | Geraint Thomas         | Royaume-Uni | Abandon            |
| 028 | Scott Thwaites         | Royaume-Uni | 52e                |
| 029 | William Bonnet         | France      | 8e                 |
| 030 | Nacer Bouhanni         | France      | 32e                |
| 031 | Arnaud Démare          | France      | Abandon            |
| 032 | Christophe Laporte     | France      | Abandon            |
| 033 | Cyril Lemoine          | France      | Abandon            |
| 034 | Yoann Offredo          | France      | Abandon            |
| 035 | Adrien Petit           | France      | Abandon            |
| 036 | Marc Sarreau           | France      | Abandon            |
| 037 | Geoffrey Soupe         | France      | Abandon            |
| 038 | Tom Boonen             | Belgique    | Médaille de bronze |
| 039 | Jens Debusschere       | Belgique    | 47e                |
| 040 | Iljo Keisse            | Belgique    | 41e                |
| 041 | Jens Keukeleire        | Belgique    | Abandon            |
| 042 | Nikolas Maes           | Belgique    | Abandon            |
| 043 | Oliver Naesen          | Belgique    | 23e                |
| 044 | Jürgen Roelandts       | Belgique    | 14e                |
| 045 | Jasper Stuyven         | Belgique    | 24e                |
| 046 | Greg Van Avermaet      | Belgique    | 10e                |
| 047 | Zakkari Dempster       | Australie   | 51e                |
| 048 | Mitchell Docker        | Australie   | 50e                |
| 049 | Luke Durbridge         | Australie   | Abandon            |
| 050 | Caleb Ewan             | Australie   | Abandon            |
| 051 | Heinrich Haussler      | Australie   | Abandon            |
| 052 | Mathew Hayman          | Australie   | 21e                |
| 053 | Michael Matthews       | Australie   | 4e                 |
| 054 | Mark Renshaw           | Australie   | Abandon            |
| 055 | Steele Von Hoff        | Australie   | Abandon            |
| 056 | Daniele Bennati        | Italie      | 25e                |
| 057 | Sonny Colbrelli        | Italie      | Abandon            |
| 058 | Jacopo Guarnieri       | Italie      | 11e                |
| 059 | Giacomo Nizzolo        | Italie      | 5e                 |
| 060 | Daniel Oss             | Italie      | Abandon            |
| 061 | Manuel Quinziato       | Italie      | 46e                |
| 062 | Fabio Sabatini         | Italie      | Abandon            |
| 063 | Matteo Trentin         | Italie      | Abandon            |
| 064 | Elia Viviani           | Italie      | 20e                |
| 065 | Koen de Kort           | Pays-Bas    | 44e                |
| 066 | Tom Dumoulin           | Pays-Bas    | Abandon            |
| 067 | Dylan Groenewegen      | Pays-Bas    | 37e                |
| 068 | Sebastian Langeveld    | Pays-Bas    | Abandon            |
| 069 | Tom Leezer             | Pays-Bas    | 17e                |
| 070 | Niki Terpstra          | Pays-Bas    | 9e                 |
| 071 | Dylan van Baarle       | Pays-Bas    | 48e                |
| 072 | Jos van Emden          | Pays-Bas    | Abandon            |
| 073 | Danny van Poppel       | Pays-Bas    | Abandon            |
| 074 | Silvan Dillier         | Suisse      | Abandon            |
| 075 | Martin Elmiger         | Suisse      | Abandon            |
| 076 | Reto Hollenstein       | Suisse      | Abandon            |
| 077 | Stefan Küng            | Suisse      | 38e                |
| 078 | Pirmin Lang            | Suisse      | Abandon            |
| 079 | Fabian Lienhard        | Suisse      | Abandon            |
| 080 | Grégory Rast           | Suisse      | Abandon            |
| 081 | Michael Schär          | Suisse      | 36e                |
| 082 | Edvald Boasson Hagen   | Norvège     | 6e                 |
| 083 | Vegard Breen           | Norvège     | Forfait            |
| 084 | Sven Erik Bystrøm      | Norvège     | 30e                |
| 085 | Sondre Holst Enger     | Norvège     | Abandon            |
| 086 | Daniel Hoelgaard       | Norvège     | Abandon            |
| 087 | Truls Engen Korsæth    | Norvège     | 16e                |
| 088 | Alexander Kristoff     | Norvège     | 7e                 |
| 089 | Vegard Stake Laengen   | Norvège     | Abandon            |
| 090 | Kristoffer Skjerping   | Norvège     | Abandon            |
| 091 | John Degenkolb         | Allemagne   | Abandon            |
| 092 | André Greipel          | Allemagne   | 42e                |
| 093 | Marcel Kittel          | Allemagne   | Abandon            |
| 094 | Tony Martin            | Allemagne   | Abandon            |
| 095 | Nils Politt            | Allemagne   | Abandon            |
| 096 | Jasha Sütterlin        | Allemagne   | Abandon            |
| 097 | Maxim Belkov           | Russie      | Abandon            |
| 098 | Viatcheslav Kouznetsov | Russie      | Abandon            |
| 099 | Sergueï Lagoutine      | Russie      | Abandon            |
| 100 | Roman Maikin           | Russie      | Abandon            |

| N°  | Coureur                 | Pays             | Rang    |
| --- | ----------------------- | ---------------- | ------- |
| 101 | Alexander Porsev        | Russie           | 26e     |
| 102 | Anton Vorobyev          | Russie           | Abandon |
| 103 | Sam Bennett             | Irlande          | Abandon |
| 104 | Matthew Brammeier       | Irlande          | Abandon |
| 105 | Ryan Mullen             | Irlande          | Abandon |
| 106 | Robin Carpenter         | États-Unis       | 53e     |
| 107 | Chad Haga               | États-Unis       | Abandon |
| 108 | Eric Marcotte           | États-Unis       | Abandon |
| 109 | Taylor Phinney          | États-Unis       | 43e     |
| 110 | Joey Rosskopf           | États-Unis       | Abandon |
| 111 | Alexey Vermeulen        | États-Unis       | Abandon |
| 112 | Søren Kragh Andersen    | Danemark         | Abandon |
| 113 | Lars Bak                | Danemark         | Abandon |
| 114 | Matti Breschel          | Danemark         | Abandon |
| 115 | Christopher Juul Jensen | Danemark         | Abandon |
| 116 | Michael Mørkøv          | Danemark         | Abandon |
| 117 | Magnus Cort Nielsen     | Danemark         | 29e     |
| 118 | Vojtěch Hačecký         | Tchéquie         | Abandon |
| 119 | Alois Kaňkovský         | Tchéquie         | Abandon |
| 120 | Jiří Polnický           | Tchéquie         | Abandon |
| 121 | František Sisr          | Tchéquie         | Abandon |
| 122 | Zdeněk Štybar           | Tchéquie         | 45e     |
| 123 | Daniel Turek            | Tchéquie         | Abandon |
| 124 | Andriy Bratashchuk      | Ukraine          | Abandon |
| 125 | Vitaliy Buts            | Ukraine          | Abandon |
| 126 | Mykhailo Kononenko      | Ukraine          | Abandon |
| 127 | Andriy Kulyk            | Ukraine          | Abandon |
| 128 | Sergiy Lagkuti          | Ukraine          | Abandon |
| 129 | Andriy Vasylyuk         | Ukraine          | Abandon |
| 130 | Adrian Banaszek         | Pologne          | Abandon |
| 131 | Maciej Bodnar           | Pologne          | 40e     |
| 132 | Karol Domagalski        | Pologne          | Abandon |
| 133 | Łukasz Owsian           | Pologne          | Abandon |
| 134 | Maciej Paterski         | Pologne          | Abandon |
| 135 | Łukasz Wiśniowski       | Pologne          | Abandon |
| 136 | José Gonçalves          | Portugal         | Abandon |
| 137 | Nélson Oliveira         | Portugal         | Abandon |
| 138 | Sérgio Paulinho         | Portugal         | Abandon |
| 139 | Grega Bole              | Slovénie         | Abandon |
| 140 | Luka Mezgec             | Slovénie         | Abandon |
| 141 | Luka Pibernik           | Slovénie         | Abandon |
| 142 | Natnael Berhane         | Érythrée         | 13e     |
| 143 | Mekseb Debesay          | Érythrée         | Abandon |
| 144 | Metkel Eyob             | Érythrée         | Abandon |
| 145 | Daniel Teklehaimanot    | Érythrée         | Abandon |
| 146 | Tesfom Okubamariam      | Érythrée         | Abandon |
| 147 | Meron Teshome           | Érythrée         | Abandon |
| 148 | Dmitriy Gruzdev         | Kazakhstan       | Abandon |
| 149 | Alexey Lutsenko         | Kazakhstan       | Abandon |
| 150 | Ruslan Tleubayev        | Kazakhstan       | Abandon |
| 151 | Alo Jakin               | Estonie          | Abandon |
| 152 | Gert Jõeäär             | Estonie          | Abandon |
| 153 | Mihkel Räim             | Estonie          | Abandon |
| 154 | Bernhard Eisel          | Autriche         | Abandon |
| 155 | Marco Haller            | Autriche         | 34e     |
| 156 | Anass Aït El Abdia      | Maroc            | 22e     |
| 157 | Soufiane Haddi          | Maroc            | Abandon |
| 158 | Salaheddine Mraouni     | Maroc            | Abandon |
| 159 | Jack Bauer              | Nouvelle-Zélande | Abandon |
| 160 | Dion Smith              | Nouvelle-Zélande | Abandon |
| 161 | Abderrahmane Hamza      | Algérie          | Abandon |
| 162 | Azzedine Lagab          | Algérie          | Abandon |
| 163 | Youcef Reguigui         | Algérie          | Abandon |
| 164 | Ryan Anderson           | Canada           | Abandon |
| 165 | Guillaume Boivin        | Canada           | Abandon |
| 166 | Adam de Vos             | Canada           | Abandon |
| 167 | Antoine Duchesne        | Canada           | Abandon |
| 168 | Hugo Houle              | Canada           | Abandon |
| 169 | Ryan Roth               | Canada           | 15e     |
| 170 | Gediminas Bagdonas      | Lituanie         | Abandon |
| 171 | Aidis Kruopis           | Lituanie         | 27e     |
| 172 | Ramūnas Navardauskas    | Lituanie         | Abandon |
| 173 | Yauheni Hutarovich      | Biélorussie      | 31e     |
| 174 | Siarhei Papok           | Biélorussie      | Abandon |
| 175 | Kanstantsin Siutsou     | Biélorussie      | Abandon |
| 176 | Nicolas Dougall         | Afrique du Sud   | 18e     |
| 177 | Ryan Gibbons            | Afrique du Sud   | Abandon |
| 178 | Clint Hendricks         | Afrique du Sud   | Abandon |
| 179 | Francisco Chamorro      | Argentine        | Abandon |
| 180 | Mauro Abel Richeze      | Argentine        | Abandon |
| 181 | Maximiliano Richeze     | Argentine        | 28e     |
| 182 | Jempy Drucker           | Luxembourg       | Abandon |
| 183 | Bob Jungels             | Luxembourg       | Abandon |
| 184 | Yukiya Arashiro         | Japon            | 35e     |
| 185 | Fumiyuki Beppu          | Japon            | Abandon |
| 186 | Māris Bogdanovičs       | Lettonie         | Abandon |
| 187 | Andžs Flaksis           | Lettonie         | Abandon |
| 188 | Ho Burr                 | Hong Kong        | Abandon |
| 189 | Maksym Averin           | Azerbaïdjan      | Abandon |
| 190 | Bonaventure Uwizeyimana | Rwanda           | Abandon |
| 191 | Andrei Nechita          | Roumanie         | Abandon |
| 192 | René Corella            | Mexique          | Abandon |
| 193 | Ioánnis Tamourídis      | Grèce            | Abandon |
| 194 | Hassen Ben Nasser       | Tunisie          | Abandon |
| 195 | Tedros Redae            | Éthiopie         | Abandon |
| 196 | Fabricio Ferrari        | Uruguay          | Abandon |
| 197 | Jonas Ahlstrand         | Suède            | Abandon |
| 198 | Myagmarsuren Baasankhuu | Mongolie         | Abandon |
| 199 | Matti Manninen          | Finlande         | Abandon |